# اچ‌دی ۷۳۱۵۵
اچ‌دی ۷۳۱۵۵ یک ستاره است که در صورت فلکی بادبان قرار دارد.